# Dagmar Breiken
Dagmar Breiken-Bremer, née le 13 septembre 1963 à Cologne (Allemagne de l'Ouest), est une ancienne joueuse de hockey sur gazon allemande. Elle est médaillée d'argent aux Jeux de 1984.

## Carrière
Dagmar Breiken est détentrice d'une médaille d'argent olympique en 1984, d'une médailles d'argent mondiale en 1986 et d'une médaille de bronze européenne en 1984.

## Palmarès

### Jeux olympiques
- médaille d'argent du tournoi féminin en 1984 à Los Angeles,  États-Unis

### Coupe du monde
- médaille d'argent en 1986 à Amsterdam,  Pays-Bas